# Norway (Indiana)
Norway es un lugar designado por el censo ubicado en el condado de White en el estado estadounidense de Indiana. En el Censo de 2010 tenía una población de 386 habitantes y una densidad poblacional de 155,57 personas por km².

## Geografía
Norway se encuentra ubicado en las coordenadas 40°46′28″N 86°46′18″O / 40.77444, -86.77167. Según la Oficina del Censo de los Estados Unidos, Norway tiene una superficie total de 2.48 km², de la cual 2.32 km² corresponden a tierra firme y (6.68%) 0.17 km² es agua.

## Demografía
Según el censo de 2010, había 386 personas residiendo en Norway. La densidad de población era de 155,57 hab./km². De los 386 habitantes, Norway estaba compuesto por el 97.93% blancos, el 0% eran afroamericanos, el 0.26% eran amerindios, el 0.78% eran asiáticos, el 0% eran isleños del Pacífico, el 0.78% eran de otras razas y el 0.26% pertenecían a dos o más razas. Del total de la población el 3.11% eran hispanos o latinos de cualquier raza.